# Парадокс Гіббса
Парадокс Гіббса — фізичний парадокс, що виникає при дослідженні адитивності ентропії. Парадокс має ім'я Джозаї Гіббса. Його суть у неоднаковій поведінці ентропії при змішуванні тотожно однакових і неоднакових частинок. 

## Формулювання
Розглянемо систему, що складається з теплоізольованої посудини, розділеної на дві рівні частини тонкою жорсткою перегородкою, по різні сторони від якої знаходяться два різні ідеальні гази. Відкриємо перегородку. Гази почнуть змішуватися. Оскільки вони ідеальні, то процес можна уявити, як незалежне розширення двох ідеальних газів у вакуум. Розширення газу у вакуум — необоротний процес, у ньому ентропія системи зростає. Значить, для кожного розглянутого газу ентропія зростає, а в силу її адитивності, відповідно зросте і ентропія системи в цілому. Парадокс виникає, якщо уявити, що по обидві сторони від перегородки знаходиться один і той же газ при однаковому тиску і температурі. Тоді відкриття перегородки ніяк не впливає на стан системи, це просто стан рівноваги. Ентропія — функція стану, тому в стані рівноваги вона незмінна. Це суперечить твердженням про те, що ентропія системи зросте після відкриття перегородки.

## Зміна ентропії газу при адіабатичному розширенні у вакуумі
Адіабатичне розширення газу у вакуум — нерівноважний процес, тому {\displaystyle \delta Q\neq T\,dS} ({\displaystyle S} — ентропія газу). Однак цей процес відбувається без зміни внутрішньої енергії газу ({\displaystyle \delta Q=0} в силу теплоізолюваності посудини; {\displaystyle dA=0}, оскільки зовнішні сили відсутні; {\displaystyle dU=\delta Q-dA} за першим законом термодинаміки). Розглянемо рівноважний процес розширення газу при постійній внутрішньої енергії.
{\displaystyle T\,dS=dU+p\,dV,}
{\displaystyle dS=\left({\frac {\partial U}{\partial T}}\right)_{V}{\frac {dT}{T}}+\left(\left({\frac {\partial U}{\partial V}}\right)_{T}+p\right){\frac {dV}{T}}.}
Зокрема, для ідеального газу {\displaystyle U=\nu C_{V}T,\;pV=\nu RT}, тому
{\displaystyle dS=C_{V}\nu {\frac {dT}{T}}+\nu R{\frac {dV}{V}},}
{\displaystyle \Delta S=\nu \left(C_{V}\ln {\frac {T}{T_{0}}}+R\ln {\frac {V}{V_{0}}}\right).}
Звідси видно, що зміна ентропії не залежить від властивостей газу, тільки від зовнішніх умов (об'єм, температура) і теплоємності при постійному об'ємі, яка у багатоатомних газів практично одна й та ж.

## Можливі розв'язки
З точки зору аксіоматичної термодинаміки, до системи з двох газів не можна застосовувати безпосередньо наведені вище міркування, тому що неясно, як провести відповідний рівноважний процес. Цієї проблеми можна уникнути, якщо використовувати дві напівпроникні перегородки, кожна з яких пропускає газ тільки одного сорту. Якщо спочатку вони з'єднані, то не будуть пропускати жоден із газів. Поступово розширюючи їх, можна здійснити квазістатичний процес змішування. У тому випадку, якщо по обидва боки знаходяться один і той же газ, відповідних перегородок у принципі не існує і парадокс зникає. Однак можна уявити собі послідовність таких експериментів, у кожному з яких використовуються якісь гази, що дедалі менше відрізняються за властивостями. Тоді вийде, що для одного і того ж газу зміни ентропії не відбувається, в той час як для будь-яких двох газів, нескінченно близьких за властивостями, існує цілком певний ненульовий стрибок ентропії. Подібна відсутність неперервності зміни ентропії сама собою парадоксальна. Пояснити її можна тільки в рамках квантової механіки: існує скінченна кількість різних молекул, що розрізняються хоч в чому-небудь за своїми властивостями. Таким чином, безперервно змінювати властивості газів не можна, і кінцевий стрибок ентропії пов'язаний з принциповою різницею між різними газами.
З точки зору статистичної фізики, парадокс відсутній. Ентропія — функція, що виражає ймовірність стану системи і визначається числом мікростанів, що дають заданий макростан. Для різних газів при змішуванні зміна числа мікростанів очевидна, а в тому випадку, коли частинки в обох частинах посудини тотожні, будь-яка їхня перестановка не змінює мікростану, тому при самодифузії в газі ентропія системи не змінюється.